# Jože Sever
Jože Sever, slovenski jezikoslovec, rusist, prevajalec in slovaropisec* 20. junij 1928, Novo mesto, † 23. februar 2005.

## Življenje in delo
Pedagog, pisec filoloških del, prevajalec in strokovni svetovalec. Končal je klasično gimnazijo (1947) in se še istega leta vpisal na Filozofsko fakulteto v Ljubljani. Študiral je slovenski, ruski in angleški jezik in književnost in leta 1955 diplomiral. 
Do leta 1959 je poučeval slovenščino na osnovni šoli in gimnaziji v Kočevju, nato slovenščino, srbohrvaščino in angleščino na učiteljišču v Novem mestu. Od 1961 do 1981 pa je poučeval ruščino in slovenščino v gimnaziji v Novem mestu, ter v tem času postal eden vodilnih rusistov med slovenskimi srednješolskimi učitelji. Od leta 1971 je bil Sever tudi honorarni sodelavec za ruski jezik pri zavodu za šolstvo in je več let uspešno vodil aktiv rusistov. Leta 1981 je Sever prišel na Filozofsko fakulteto kot lektor za ruski jezik in na tem mestu delal do svoje upokojitve leta 1995. Vodil je lektorat ruskega jezika, imel predavanja iz ruskega glagola, didaktike ruskega jezika in predmet, ki ga je sam zasnoval in oblikoval – stilistiko in prevajanje. Jože Sever je na fakulteto prišel v času, ko rusistiki ni kazalo dobro, ruščina je bila obremenjena s politiko in ideologijo Sovjetske zveze, vpis na rusistiki je padel na najnižjo točko. Kljub temu pa je Sever lahko spremljal vzpon zanimanja za ruščino. Ko je le-ta postala maturitetni predmet, je postal predsednik predmetne komisije za ruščino pri maturi in jo vodil več let, tudi po odhodu v pokoj. Vodil in koordiniral je delo pri sestavah katalogov znanj in sestavljanju maturitetnih pol. Za svoje strokovno in pedagoško delo je leta 1995 dobil veliko priznanje Filozofske fakultete.
V soavtorstvu z Lidijo Ivanovo Pirogovo in Orožnovo je napisal Rusko-slovenski učni slovar, ki je izšel leta 1977, in je bil za takratni čas sodoben in praktičen priročnik za srednješolce z dvosmernim slovarčkom rusko-slovenskih paronimov. 
Jože Sever je tudi veliko prevajal iz ruščine in hrvaščine. Opozorimo naj na prevod precej obsežnega dela ruske zgodovinarke Iskre Čurkine Rusko-slovenski kulturni stiki: od konca 18. stoletja do leta 1914, ki je izšel leta 1995. Bil je tudi recenzent Toporišičevega Slovenskega jezika I–IV, Jakopinove Slovnice ruskega knjižnega jezika in ruskih jezikovnih vadnic Vlaste Tominšek. Z nasveti je pomagal Nini Borisovni Mečkovski, profesorici jezikoslovja iz Minska, ko je pisala svojo monografijo Slovenskij jazyk. Več let je bil lektor in korektor pri reviji Jezik in slovstvo. V JiS-u je leta 1987 izšel tudi njegov kulturnozgodovinski vodnik Po Dolenjski od Škofljice do Bogenšperka. Njegovo najbolj znano in uporabljano delo pa je gotovo Rusko-slovenski in slovensko-ruski moderni slovar (1990), ki ga je pripravil s Plotnikovo, in je bil ponatisnjen že trikrat (2001, 2003, 2006). Jože Sever je v pokoju pripravil in končal svoj del slovnice ruskega jezika, ki je izšel leta 2006 v nizu slovnic Cankarjeve založbe z naslovom Ruska slovnica po naše. Izida knjiga žal ni doživel.

### O Jožetu Severju
- Jože Sever (Ljubljana, 20. 6. 1928). Zbornik. Ljubljana: Filozofska fakulteta, 2000. 280.
- Aleksandra Derganc: Jože Sever (1928-2005). Jezik in slovstvo 50 (mar.–apr. 2005), št. 2. 131–133.
- Aljoša Vrbetič: Na svidenje, profesor: v spomin prof. Jožetu Severju. Rast 16, št. 3/4 (jul. 2005). 346-347.